# Сент-Клэр (округ, Мичиган)
Сент-Клэр (англ. St. Clair County) — округ в штате Мичиган, США. Создан 28 марта 1820, но официально образован в 1821 году. По состоянию на 2010 год, численность населения составляла 163 040 человека.
Назван в честь Артура Сент-Клэра.

## География
По данным Бюро переписи США, общая площадь округа равняется 2 166,874 км2, из которых 1 876,120 км2 суша и 290,754 км2 или 13,420 % это водоёмы.

## Население
По данным переписи населения 2010 года в округе проживает 163 040 жителей в составе 63 841 домашних хозяйств и 44 238 семей. Плотность населения составляет 87,30 человек на км2. На территории округа насчитывается 71 822 жилых строений, при плотности застройки около 38,50-ти строений на км2. Расовый состав населения: белые — 93,90 %, афроамериканцы — 2,40 %, коренные американцы (индейцы) — 0,40 %, азиаты — 0,50 %, представители других рас — 0,7 %, представители двух или более рас — 2,0 %. Испаноязычные составляли 2,90 % населения независимо от расы.
В составе 31,30 % из общего числа домашних хозяйств проживают дети в возрасте до 18 лет, 52,90 % домашних хозяйств представляют собой супружеские пары проживающие вместе, 11,40 % домашних хозяйств представляют собой одиноких женщин без супруга, 30,70 % домашних хозяйств не имеют отношения к семьям, 0,00 % домашних хозяйств состоят из одного человека, 0,00 % домашних хозяйств состоят из престарелых (65 лет и старше), проживающих в одиночестве. Средний размер домашнего хозяйства составляет 2,52 человека, и средний размер семьи 3,01 человека.
Возрастной состав округа: 23,70 % моложе 18 лет, 8,00 % от 18 до 24, 23,80 % от 25 до 44, 30,10 % от 45 до 64 и 30,10 % от 65 и старше. Средний возраст жителя округа 41 лет. На каждые 100 женщин приходится 98,10 мужчин. На каждые 100 женщин старше 18 лет приходится 95,70 мужчин.
Средний доход на домохозяйство в округе составлял 44 369 USD, на семью — 53 207 USD. Среднестатистический заработок мужчины был 30 056 USD против 16 771 USD для женщины. Доход на душу населения составлял 22 390 USD. Около 10,40 % семей и 15,40 % общего населения находились ниже черты бедности, в том числе — 22,70 % молодёжи (тех, кому ещё не исполнилось 18 лет) и 6,80 % тех, кому было уже больше 65 лет.